# رونالد ميخائيل جيلمور
رونالد ميخائيل جيلمور (بالإنجليزية: Ronald Michael Gilmore)‏ هو كاهن كاثوليكي أمريكي، ولد في 23 أبريل 1942 في بيتسبرغ في الولايات المتحدة.